# Fausto Vega Santander
Fausto Vega Santander (Tuxpan, 29 novembre 1923 – Luzon, 1º giugno 1945) è stato un militare e aviatore messicano abbattuto dai giapponesi durante la seconda guerra mondiale.

## Biografia
Fausto Vega Santander nacque in Via Libertà 45 a Tuxpan, stato di Veracruz, nel 1923. I suoi genitori erano Albino Vega Vázquez e María Santander, originari del luogo. Compì i primi studi nella scuola primaria "Enrique C. Rébsamen" a Tuxpan.
Nel 1940, dopo essersi diplomato al liceo, Vega Santander entrò nella Fuerza Aérea Mexicana. Si graduò dalla Scuola di Aviazione Militare come sottotenente e dopo servì come istruttore speciale nella scuola di aviazione di Guadalajara, Jalisco, nel 1944.
Dopo che il Messico entrò in guerra contro le Potenze dell'Asse (Germania nazista, Regno d'Italia e Impero giapponese) nel maggio 1942, nel marzo 1945, il governo inviò l'unità del sottotenente Fausto Vega Santander, lo Squadrone 201, sul teatro del Pacifico sud-occidentale. Lo Squadrone fu incorporato al 58th Operations Group della United States Army Air Forces (USAAF) durante la liberazione dell'isola principale delle Filippine, Luzon, nella primavera del 1945.
Il 1º giugno il giovane aviatore fu abbattuto durante un bombardamento in picchiata vicino alle isole Tabones, un piccolo arcipelago di Luzon, vicino alla Baia di Subic. La ricerca e soccorso della USAAF non fu in grado di localizzare il suo corpo. Il suo aereo, un Republic P-47 Thunderbolt, si schiantò in mare a grande potenza ed esplose.

## Eredità
A Fausto Vega Santander sono dedicati l'Aeroporto di Tuxpan e la via dove nacque.
L'aviatore è commemorato nel memoriale dello Squadrone 201 situato nel Bosco di Chapultepec di Città del Messico, vicino al monumento Niños Héroes.
Il poeta messicano Germán Muriel Azarria scrisse del giovane aviatore in filastrocca nel poema intitolato "Aquilotto caduto".